# オーエム産業
オーエム産業株式会社（オーエムさんぎょう）は、岡山県岡山市に本社を置く金属製品の製造・販売を展開する会社である。
「オーエム」の名称は、「OKAYAMA MEKKI」（オカヤマ メッキ）のそれぞれ頭文字から来ている。

## 沿革
- 1943年（昭和18年）7月 - 日興電化工業株式会社として創業。
- 1954年（昭和29年）4月 - 岡山メッキ工業株式会社として、めっき業から自動車部品製造業へ発展。
- 1970年（昭和45年）1月 - オーエム産業株式会社としてめっき部門を分社化したのを機にめっき業へ特化。
- 1971年（昭和46年）1月 - 岡山メッキ工業をオーエム工業株式会社に社名変更。
- 1973年（昭和48年）2月 - グループ企業として住宅関連商品を製造販売するオーエム機器株式会社が設立。
- 2003年（平成15年）10月 - オーエム工業、享栄工業、新興製作所の3社が経営統合の上、株式会社アステアを設立し、業務開始。
- 2008年（平成20年）2月 - 栃木工場竣工。

## 生産拠点
- 本社工場 - 岡山県岡山市北区野田3丁目18番48号
- 栃木工場 - 栃木県栃木市西方町本城1062番10号

## スポンサー
- 2007年シーズンより、Jリーグ・ファジアーノ岡山（当時は中国サッカーリーグ所属）のユニフォームスポンサーを務める。

| 年度 | 掲出箇所 | 備考               |
| 2007 | パンツ   |                    |
| 2008 | 背中     |                    |
| 2009 | 袖       | [ 2 ]              |
| 2010 | パンツ   | [ 3 ]              |
| 2011 | パンツ   | トレーニングウェア |